# بارازلو
باراز یکی از روستاهای استان آذربایجان شرقی است که در دهستان کوهستان بخش قلعه‌چای شهرستان عجب‌شیر واقع شده‌است. از بناهای تاریخی ان می‌توان به قلعه ی ضحاک اشاره کرد
جمعیت این روستا بر پایهٔ نتایج سرشماری عمومی نفوس و مسکن سال ۱۳۸۵ خورشیدی، برابر با ۶۶۰ نفر بوده است.